# Codi: Lyoko
Codi: Lyoko és una sèrie animada francesa creada per Thomas Romain i Tania Palumbo l'any 2003, produïda per Antefilms a la temporada 1 i per MoonScoop des de la temporada 2 fins a l'última, en associació amb France 3 i Canal J. La sèrie utilitza l'animació convencional per a representar el món real, i animació CGI en un món tridimensional anomenat Lyoko. Es va estrenar en català l'any 2006 al K3.

## Argument
En Jeremie Belpois és un noi de tretze anys que va a l'Acadèmia Kàdic i que un dia es troba amb un superordinador quàntic abandonant en una fàbrica a prop d'aquesta. Després d'activar-lo descobreix tot un món virtual i una noia que es diu Aelita atrapada a dins. També hi descobreix una entitat digital malvada (un virus), anomenada XANA, que ha pres el control del superordinador i té la intenció de dominar el món real. El XANA pot atacar el món real per matar persones activant les torres, generalment només una, que actuen com a enllaços al món real. Aleshores, en Jeremie crea els Guerrers de Lyoko que està conformat per l'Ulrich Stern, l'Odd della Robia i la Yumi Ishiyama, i que han de virtualitzar-se entrant a uns escàners a la fàbrica per ajudar l'Aelita a trobar la torre activada de les quaranta-una que hi ha dispersades sobre els cinc sectors de Lyoko: Polar (Gel), Desert, Bosc, Muntanyes i el Cinquè Sector, mentre ell s'encarrega de detectar els monstres, guiar-los en el camí i ajudar-los des de la fàbrica. L'Aelita ha de desactivar la torre entrant-hi i teclejant el Codi: Lyoko, i així poder aturar l'atac de XANA contra el món real; llavors en Jeremie (de vegades depenent de la magnitud de l'atac) pot tornar enrere en el temps moments abans de l'atac gràcies al superordinador (amb un programa que es diu “retorn al passat”), fent que ningú (excepte els Guerrers de Lyoko) pugui recordar cap dels esdeveniments que han succeït durant l'atac, ja que ells són les úniques persones que s'han escanejat en els escàners (com que en Jeremie no lluita, el primer dia no recorda res i es fa virtualitzar un cop per ser-ne immune). Per acabar de complicar-ho tot, han de fer-ho mentre s'asseguren que ningú mori (perquè el retorn al passat no pot fer que la gent torni a la vida) i no poden deixar que ningú descobreixi Lyoko ni els interiors de la fàbrica. Així, mantenen una doble vida com a estudiants normals i com a guerrers en un món virtual.

## Episodis

### Preludi: El XANA es desperta
Aquests capítols consisteixen bàsicament en un extra de la temporada 3. Són dos capítols que en realitat n'és només un, però es divideix en dues parts.
En aquests capítols es mostra com es coneixen els personatges. Al principi es pensava que l'Aelita es deia Maia, però quan entra per desactivar la torre recorda el seu nom real, ja que l'havia oblidat. La Yumi és introduïda com la nova i coneix l'Ulrich a la classe de lluita. Ella el guanya fent empipar l'Ulrich i fent que se'n vagi sense acomiadar-se'n. La Sissi entra a l'equip dels Guerrers de Lyoko però com que té por d'anar a Lyoko, no s'escaneja i per tant, no esdevé immune al retorn al passat. Per tant, aprofiten per eliminar-la del grup perquè no se'n refien gaire.

### Temporada 1
La primera temporada de la sèrie té poc desenvolupament, i les úniques revelacions veritables són fetes al final. La resta dels capítols semblen sobretot de farciment. Fins al final, cada capítol consisteix en el fet que el grup descobreix un atac, l'aturen, i fan el retorn al passat. També hi ha arguments secundaris com per exemple les relacions dels protagonistes els uns amb els altres, els estudiants i els professors de l'escola. Durant tota la temporada, en Jeremie treballa en un programa per poder materialitzar l'Aelita i així tancar el superordinador amb seguretat. Al final acaba desenvolupant el programa amb èxit, però el XANA se surt amb la seva i aconseguix mantenir l'Aelita lligada al superordinador i indirectament a Lyoko, fet que impedeix tancar-lo, ja que aleshores l'Aelita podria morir.

### Temporada 2
La segona temporada, en contrast amb la primera, té més història i acció, tot i que encara té uns quants capítols de farciment. L'animació és més realista i detallada, i les personalitats d'en Jim i de la Sissi canvien perceptiblement, tot i que alguns rastres de les seves velles personalitats encara es poden veure de certa manera.
Al començament de la segona temporada, l'Aelita viu a la Terra i arriba a l'internat sota el nom d'Aelita Stones presentant-se com a cosina de l'Odd, utilitzant un certificat de naixement creat per en Jeremie. Un nou programa d'exploració creat per en Jeremie aconsegueix que l'Aelita no hagi de romandre a Lyoko per saber si hi ha activitat del XANA. L'Aelita comença a tenir visions d'una vida que ella suposadament mai no va viure, i el grup descobreix un home anomenat Franz Hopper que pot tenir connexions a Lyoko.
Un cinquè sector es descobreix a Lyoko, i resulta que és el sector on hi viu el XANA, des del qual es poden aconseguir totes les dades. Al mateix temps, el XANA comença a enviar un monstre en forma de medusa gegant que vol robar la memòria de l'Aelita. Finalment, es revela el propòsit veritable del XANA i els mateixos orígens del superordinador, de Lyoko, i de l'Aelita mateixa. Resulta que és filla d'en Franz Hopper.

### Temporada 3
A la tercera temporada, l'Aelita s'allibera del superordinador i el XANA també és lliure, per tant ja no li cal Lyoko i té la intenció de suprimir-ne tots els sectors. El XANA comença a utilitzar la Medusa per posseir l'Aelita per tal que ella introdueixi el codi “XANA” a la torre principal de cada sector. Això dona al XANA l'accés complet al sector, fent que a continuació el pugui suprimir. Malgrat tots els esforços dels Guerrers de Lyoko, el XANA finalment té èxit i aconsegueix suprimir els quatre sectors. Afortunadament, en Jeremie troba una manera de virtualitzar els nois al Cinquè Sector directament, sense haver de passar pel transport que abans feien servir.
Després d'això arriben a la conclusió que no en són suficients per lluitar contra el XANA que cada cop és més fort i decideixen afegir en William Dunbar a l'equip. Això acaba sent un error desastrós. Al primer viatge a Lyoko, el XANA, utilitzant la Medusa, aconsegueix posseir-lo. Utilitzant en William, el XANA derrota fàcilment els altres Guerrers de Lyoko i aconsegueix destruir el nucli de Lyoko, fent que no en quedi rastre i inutilitzant el superordinador. En William queda atrapat a Lyoko (després de desvirtualitzar els altres i destruir el nucli) i es transforma en una versió fosca de sí, ara posseït del tot pel XANA. Llavors, en Jeremie rep un missatge xifrat d'Internet d'en Franz Hopper, que d'alguna manera ha sobreviscut a la destrucció de Lyoko.
En aquesta temporada, l'Aelita és lliure i ja no necessita el Codi:Terra per ser materialitzada i obté un poder per lluitar contra el XANA anomenat “Camps d'energia”; es tracta d'esferes que neixen del palmell de la seva mà que poden desvirtualitzar els monstres del XANA d'un sol cop. La Yumi ha decidit pel que sembla acabar la relació amb l'Ulrich, preferint ser amics i prou.

### Temporada 4
A la quarta temporada, en Jeremie i l'Aelita troben una manera de restaurar Lyoko començant pel Cinquè Sector, cosa que els permet continuar el seguiment del XANA. El grup té nous uniformes i armes més potents. A més, en Jeremie crea un vaixell submergible anomenat Skidbladnir (Skid) que pot viatjar pel Mar digital (la xarxa d'Internet) i allà hi troben una sèrie de “rèpliques”. Cadascuna d'aquestes representen un sector de Lyoko (bosc, muntanya…) i són controlades per un altre superordinador, que al seu torn és controlat pel XANA. En Jeremie troba una manera de materialitzar els seus amics des de la rèplica al lloc de la Terra on s'hi troben aquests superordinadors amb els seus poders i vestits de Lyoko. Gràcies a això són prou forts com per desmantellar-los i lluitar contra en William a la vegada. Al capítol 94 (Lluita a mort), en Franz Hopper mor segons abans que l'Aelita introdueixi el codi al Cinquè Sector que fa destruir el XANA per sempre. La temporada acaba amb el capítol 95, anomenat “Records”, on cadascú parla dels seus millors records abans de desactivar el superordinador. Aquí, la Sissi descobreix el secret dels Guerrers de Lyoko i en Jeremie aprofita per tornar enrere en el temps per últim cop.

### Codi Lyoko: Evolució
Codi Lyoko: Evolució és la continuació oficial de Codi: Lyoko creada per MoonScoop, que es va estrenar el 19 de desembre del 2012 a França, i es tracta de la cinquena temporada oficial de la sèrie de televisió francesa Codi: Lyoko.
Els personatges són interpretats per actors reals, així com els llocs a la Terra. A Lyoko encara s'utilitza l'animació CGI 3D. MoonScoop va iniciar un petit càsting per a nois i noies francesos d'edats compreses entre els 14 i els 18 anys, per decidir qui interpretaria al món real els personatges de la sèrie. El XANA torna a la sèrie. Els Ninges són uns nous enemics que són controlats pel professor Tyron, un nou antagonista afegit a Codi Lyoko: Evolució. Hi ha un nou territori anomenat Còrtex, una nova rèplica creada pel professor Tyron que està connectada directament amb el superordinador. El terra d'aquest territori està compost d'elements que es connecten als mòduls entre si per formar el panorama mundial. Aquest terra canvia, i per això, els Guerrers de Lyoko necessiten un nou vehicle: el Megapod. Es compon de molts eixos i tubs que envolten una petita rèplica planetària, el nucli de Còrtex. En aquest sector l'Aelita troba pistes de la seva mare, l'Anthea, on la torna a trobar després de molt temps, tot i que no s'arriben a veure en persona. Una altra de les grans novetats és que hi ha una setena protagonista que es diu Laura Gauthier. De moment, aquesta és l'única temporada no doblada al català.

## Llibres
Hi ha una col·lecció de llibres escrits sota el pseudònim de Jeremy Belpois, per l'editorial Estrella Polar. En ells, l'autor i protagonista explica les seves vivències a un diari:
- El castell subterrani[3]
- La ciutat sense nom[4]
- El retorn del Fènix[5]
- L'exèrcit del no res[6]

## Personatges
| Nom                      | Poders a Lyoko                                                        | Armes a Lyoko                             | Més informació | Doblatge català       |
| Jeremie Belpois          | No va a Lyoko.                                                        | No va a Lyoko.                            | És qui controla el superordinador. | Albert Trifol Segarra |
| Aelita Schaeffer/Hopper  | Sintetització                                                         | Camps d'energia                           | És qui desactiva les torres. El seu pare, en Franz Hopper, és el creador del superordinador; i mor a la quarta temporada donant més energia al programa contra el XANA. | Roser Aldabó          |
| Yumi Ishiyama            | Telequinesi                                                           | Dos ventalls llançats com un bumerang     | És d'origen japonesa. Té un germà petit que es diu Hiroki. | Gemma Ibáñez          |
| Odd Della Robia          | Al començament tenia l'Anticipació, però desapareix a la temporada 2. | Fletxes làser. També pot fer-se un escut. | És el més còmic del grup. Té un gos anomenat Kiwi. | David Jenner          |
| Ulrich Stern             | Triplicació, Super sprint i Triangulació                              | Sable digital                             | És solitari i sovint fuig de feina quan li pregunten sobre ell, però és el més fort del grup. | Hernan Fernández      |
| William Dunbar           | Super fum i levitació                                                 | Espasa enorme                             | A la seva vida diària és excessivament valent, fet que li ocasiona rancors. També li agrada la Yumi, la qual cosa posa l'Ulrich molt gelós. Més tard és afegit al grup, fet que suposa un error costós, ja que és posseït pel XANA per destruir Lyoko i és controlat pel XANA durant la temporada 4. | Desconegut            |
| Elisabeth “Sissi” Delmas | No va a Lyoko.                                                        | No va a Lyoko.                            | És la filla del director de l'acadèmia Kàdic. | Mònica Padrós         |
| Jim Morales              | No va a Lyoko.                                                        | No va a Lyoko.                            | És el professor d'educació física de l'acadèmia Kàdic. | Eduard Doncos         |
| Jean-Pierre Delmas       | No va a Lyoko.                                                        | No va a Lyoko.                            | És el director de l'acadèmia Kàdic. | Jaume Lleal           |